# Yumiko Hara
Yumiko Hara (原裕美子, Hara Yumiko ; Ashikaga, 9 januari 1982) is een voormalige Japanse langeafstandsloopster.

## Loopbaan
Hara kwalificeerde zich voor de marathon op de wereldkampioenschappen van 2005 in Helsinki door de marathon van Nagoya in 2005 te winnen met een tijd van 2:24.19. Op de WK in Helsinki behaalde ze een zesde plaats in 2:24.20.
In 2007 won Hara de marathon van Osaka in een persoonlijk record van 2:23.48. Hoewel zij zich hiermee als kanshebster aandiende voor eremetaal op de marathon tijdens de WK in Osaka, kon zij die verwachting niet waarmaken. Ze werd achttiende in 2:36.40.
Haar hartslag in rust bedroeg 30.
In juli 2017 werd Hara betrapt op winkeldiefstal. Ze had uit een supermarkt artikelen ter waarde van 20 euro meegenomen. De rechtbank in het district Tochigi veroordeelde haar in november 2017 hiervoor tot een voorwaardelijke gevangenisstraf wegens winkeldiefstal, waarbij de rechter rekening had gehouden met persoonlijke omstandigheden. Hara had zich vrijwillig laten behandelen wegens eetstoornissen (boulimie), veroorzaakt door haar atletiekcarrière. Dit werd gezien als een aanleiding voor de winkeldiefstal.

## Persoonlijke records
baan
| Onderdeel | Prestatie | Datum         | Plaats  |
| --------- | --------- | ------------- | ------- |
| 5000 m    | 15.38,81  | 7 juli 2004   | Sapporo |
| 10.000 m  | 31.24,33  | 24 april 2005 | Kobe    |

weg
| Onderdeel      | Prestatie | Datum            | Plaats   |
| -------------- | --------- | ---------------- | -------- |
| 10 km          | 31.59     | 13 februari 2005 | Karatsu  |
| 15 km          | 49.02     | 6 juli 2003      | Sapporo  |
| 20 km          | 1:06.04   | 6 juli 2003      | Sapporo  |
| halve marathon | 1:09.28   | 6 januari 2002   | Miyazaki |
| 25 km          | 1:23.42   | 28 januari 2007  | Osaka    |
| 30 km          | 1:40.54   | 28 januari 2007  | Osaka    |
| marathon       | 2:23.48   | 28 januari 2007  | Osaka    |

## Palmares

### halve marathon
- 2002: DNS WK in Brussel
- 2003: 19e WK in Vilamoura - 1:12.21

### marathon
- 2005:  marathon van Nagoya - 2:24.19
- 2005: 6e WK - 2:24.20
- 2007:  marathon van Osaka - 2:23.48
- 2007: 18e WK - 2:36.40
- 2008: 4e marathon van Nagoya - 2:27.14
- 2009:  marathon van Osaka - 2:26.57
- 2010:  marathon van Hokkaido - 2:34.12
- 2012: 19e marathon van Tokio - 2:44.52
- 2014: 21e marathon van Osaka - 2:49.29